# Недашковський Дмитро Григорович
Дмитро Григорович Недашковський (8 листопада 1930, село Скурати, тепер Малинського району Житомирської області — 16 грудня 2010, місто Київ) — український радянський партійний діяч, голова Комітету цін при Раді Міністрів УРСР. Депутат Верховної Ради УРСР 10—11-го скликань. Кандидат у члени ЦК КПУ в 1976—1981 роках. Член ЦК КПУ в 1981—1990 р.

## Біографія
Народився в селянській родині. У 1954 році закінчив Київський фінансово-економічний інститут.
У 1954 році — начальник сектора зведеного планування бюджетного відділу Вінницького обласного фінансового відділу. У 1954—1959 роках — економіст, старший економіст управління фінансування промисловості Міністерства фінансів Української РСР. У 1959—1963 роках — старший контролер-ревізор, начальник відділу, заступник начальника контрольно-ревізійного управління Міністерства фінансів Української РСР.
Член КПРС з 1961 року.
У 1963—1970 роках — завідувач сектору фінансових органів відділу торгівлі і фінансових органів ЦК КПУ. У 1970—1975 роках — заступник завідувача відділу планових і фінансових органів ЦК КПУ.
У 1975—1983 роках — завідувач відділу планових і фінансових органів ЦК КПУ.
У 1983—1987 роках — завідувач економічного відділу ЦК КПУ.
10 квітня 1987 — 1991 року — голова Державного комітету Української РСР по цінах (Комітету цін при Раді Міністрів Української РСР).
Потім — на пенсії в місті Києві.
Помер 16 грудня 2010 року в Києві. Похований на Байковому цвинтарі.

## Нагороди
- орден Трудового Червоного Прапора
- орден Дружби народів
- два ордени «Знак Пошани»
- медалі
- Почесна грамота Президії Верховної Ради Української РСР (6.11.1980)